# Ácido xilónico
El Ácido Xilónico, es un azúcar ácido de 5 carbonos con fórmula C5H10O6 que pertenece al grupo de los ácidos aldónicos.  Obtenido a través de la oxidación de la xilosa, donde el grupo aldehído del carbono 1, se convierte en un grupo carboxilo (COOH). La enzima que interviene en su síntesis es la xilosa deshidrogenasa, o bien la glucosa oxidasa las cuales requieren de NAD como coenzima.